# Bieżnik (żeglarstwo)
Bieżnik – w żeglarstwie urządzenie do podnoszenia ciężarów – lina przeciągnięta przez nieruchomy blok jednokrążkowy. W odróżnieniu od wielokrążkowej talii bieżnik nie zmienia siły, a więc nie ułatwia, a jedynie umożliwia podniesienie ciężaru.